# Nativitat de la Mare de Déu de Larén
La Nativitat de la Mare de Déu de Larén és una església de Senterada (Pallars Jussà) protegida com a Bé Cultural d'Interès Local.

## Descripció
Església d'una sola nau, coberta originàriament de volta d'aresta seccionada en tres trams coincidents amb dos arcs torals. La coberta, avui totalment esfondrada, era de teula àrab. L'aparell constructiu és a base de pedra sense treballar.
La porta s'obre al nord, amb l'altar situat al sud, adossat al mur pla de la zona presbiteral.
Al costat de l'altar s'obre una porta que comunica amb la sagristia.
Al costat dret de la porta d'entrada surten unes escales que porten al campanar, de planta quadrada bastant irregular.
No presenta capelles laterals ni cap tipus d'ornamentació destacable a excepció de la rosassa que s'obre la façana, amb un motiu floral.